# Litteglia
Il Litteglia (detto anche Fosso Grande) è un torrente del bacino del Mar Ligure, interamente compreso nel territorio della città metropolitana di Genova. 

## Percorso
Le sorgenti del torrente sono situate a Liteggia, nel comune di Tribogna, da cui prende il nome. È un affluente del torrente Lavagna, dove sfocia davanti a Ferrada (il capoluogo di Moconesi) dopo aver segnato il confine tra i comuni di Tribogna (a ovest) e Cicagna.